# Rädslan för brott

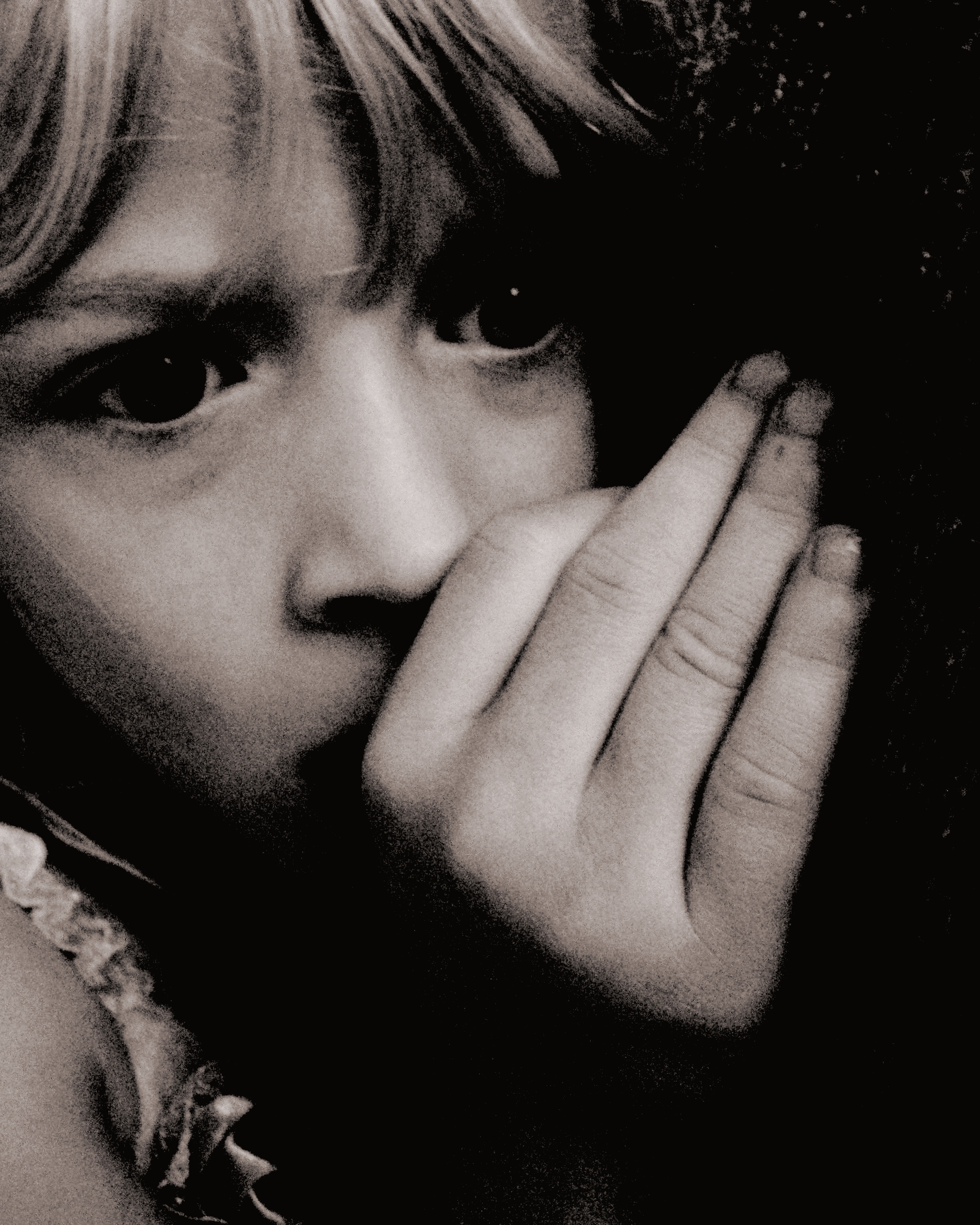

Rädslan för brott handlar om rädslan att bli ett brottsoffer, i motsats till den faktiska sannolikheten att bli ett brottsoffer. Rädslan för brott, har vid sidan om rädslan för gatan och rädslan för ungdomar, funnits representerat i den västerländska kulturen sedan "urminnes tider". Rädslan för brott kan delas upp i allmänna känslor, tankar och beteenden som kommer ur den individuella bedömningen av risken att bli utsatt för brott (att viktimiseras). Rädslan kan också åtskiljas mellan benägenheten att uppfatta obehagliga situationer, den kulturella och sociala betydelsen av brott och symboler/tecken av brott i människors vardag. Inom arbetet med att förebygga brott betraktas rädsla för brott som en indirekt skada i formen av upplevd rädsla och otrygghet.

## Förebyggandet av rädslan för brott
Styrkan i upplevelsen av utsatthet varierar mellan individer och rädslan för att bli utsatt för brott kan påverka livskvaliteten negativt. Varken rädslan eller risken är jämnt fördelat i populationen och en given koppling mellan upplevelsen av risk och rädsla för brott å ena sidan och den faktiska brottsutsattheten å den andra är inte självklar. Såväl kvinnor som äldre uppger att de är rädda för att bli utsatta för brott i större utsträckning än vad män och yngre uppger, trots att det är män och yngre som vanligen är mer utsatt för brott. Brottsförebyggande program innehåller därför även dimensioner av förebyggande av rädsla men inte utan ett dilemma: Ett brottspreventivt arbete som är effektivt i sin upplysning kan innebära ökad rädsla för brott i och med att riskerna för att drabbas blir kända och tydliggörs. Ett förebyggande av rädsla kan på samma sätt vara kontraproduktivt vad gäller det preventiva arbetet: Ifall myndigheterna underlåter att informera människorna om riskerna för brott kan de faktiska brottstillfällena öka samtidigt som rädslan minskar. Arbetet med att förebygga upplevelsen av rädsla ska därför, enligt Jerzy Sarnecki, sikta in sig på att förebygga den omotiverade rädslan för brott, och ha det som sitt specifika som mål där det allmänpreventiva syftet inte är en del av åtgärderna.

### Notförteckning
1. 1 2 3  Sarnecki 2009.
2. ↑  Farrall, Gray & Jackson 2007.
3. ↑  Hale 1996.
4. ↑  Pearson 1983, s. 236.
5. ↑  Gabriel & Greve 2003.
6. ↑  Jackson 2004.
7. 1 2  Sarnecki 2003.

### Källförteckning
- Farrall, Stephen; Gray, Emily; Jackson, Jonathan (2007). ”Theorising the fear of crime: The cultural and social significance of feelings of insecurity” (på engelska). Social Science Research Network. http://papers.ssrn.com/sol3/papers.cfm?abstract_id=1012393.
- Gabriel, Ute; Greve, Werner (2003). ”The psychology of fear of crime: Conceptual and methodological perspectives” (på engelska). British Journal of Criminology. 43:  sid. 600-614.
- Hale, Chris (1996). ”Fear of crime: A review of the literature” (på engelska). International Review of Victimology. 4:  sid. 79-150. http://irv.sagepub.com/content/4/2/79.
- Jackson, Jonathan (2004). ”Experience and Expression: Social and Cultural Significance in the Fear of Crime” (på engelska). British Journal of Criminology. 44:  sid. 946-966.
- Pearson, Geoffrey (1983) (på engelska). Hooligan: A History of Respectable Fears. London: Palgrave Macmillan. Libris 4822803. ISBN 0-333-23399-9
- Sarnecki, Jerzy (2003). Introduktion till kriminologi (1). Lund: Studentlitteratur. Libris 9055106. ISBN 91-44-01746-4
- Sarnecki, Jerzy (2009). Introduktion till kriminologi (2). Lund: Studentlitteratur. Libris 11459715. ISBN 978-91-44-04858-1